# Christmas on Bear Mountain
Christmas on Bear Mountain, traduzido literalmente para "Natal na Montanha Urso", é uma história em quadrinhos escrita e desenhada por Carl Barks para o Pato Donald que apareceu pela primeira vez na revista norte-americana da Dell Comics chamada Four Color Comics #178. Foi a primeira aparição do Tio Patinhas. Esta aventura marcou o início das futuras séries e revistas próprias de Patinhas. No Brasil, a primeira publicação foi na revista Mickey número 15, dezembro de 1953, com o título "Um Natal movimentado". Numa republicação na revista Tio Patinhas número 137 de dezembro de 1976, com anúncio na capa de "Primeira história do Tio Patinhas", o título foi mudado para "Natal nas Montanhas" .
O título original desta história é baseado em Night on Bald Mountain ("Uma noite no Monte Calvo"), de Modest Mussorgsky, que pode ser ouvida no filme da Disney Fantasia (1940), no segmento do Halloween,com arranjos de Rimsky-Korsakov e condução de Leopold Stokowski e orquestra. Mas Patinhas em si, conforme seu nome original em inglês, Scrooge McDuck, é um pato de ascendência escocesa (usada para acentuar sua avareza) que também traz caracteristícas parodiadas do personagem Ebenezer Scrooge, criado para a história "Conto de Natal" (1843), de Charles Dickens. Assim, o Patinhas visto ainda não tinha as características do atual. Era um velho barbudo, egoísta, razoavelmente rico e inclinado sobre a sua bengala. Vivia, na altura, numa "grande mansão" com um mordomo e desprezava o Natal. O Patinhas foi sempre visto como um personagem amargo, mas ainda não tinha as características nem o egoísmo que veio a ter mais tarde.

## Enredo

### Introdução
Como de costume, Pato Donald não tem dinheiro suficiente para celebrar o Natal com os seus sobrinhos Huguinho, Zezinho e Luisinho. Eles são inesperadamente convidados pelo seu tio rico, Patinhas, para passarem o Natal numa cabana em Monte Urso.

### Nas montanhas
Na mansão Mc Patinhas, Tio Patinhas planeia disfarçar-se como urso para assustar os sobrinhos, pensando rir-se à custa da desgraça deles. Na cabana na montanha, um urso bebê entra em busca de alimento. Obviamente a sua mãe vai buscá-lo e os dois ursos apoderam-se do local. Os animais comem toda a comida e acabam por adormecer. Donald e seus sobrinhos fazem um plano para se livrarem dos ursos. Donald tem que amarrar as patas do urso grande enquanto os sobrinhos se encarregarem de apanharem o bebê.

### Final Feliz...ou não
Donald se assusta e desmaia sobre o urso, dando a impressão que está a dormir com ele. Patinhas ao chegar, vê os sobrinhos a perseguirem o bebê e pensa que eles estão a divertir. Ao ver Donald a dormir ao lado do urso, Patinhas pensa que Donald não sabe o significado da palavra medo. Na manhã seguinte, Patinhas convida os seus sobrinhos para jantarem na sua mansão. No fim do jantar, Patinhas oferece a Donald uma pele de urso da Sibéria. Quando Donald desmaia, Patinhas começa a desconfiar sobre a coragem do sobrinho.